# Letnisko-Milanówek (gmina)
Letnisko-Milanówek (pod koniec istnienia miała nazwę Milanówek; od 1951 miasto Milanówek) – dawna gmina wiejska istniejąca w latach 1919–1950 w woj. warszawskim. Siedzibą władz gminy była wieś Milanówek.
Gmina Letnisko-Milanówek powstała 14 października 1919 roku w powiecie błońskim w woj. warszawskim z części obszaru gminy Grodzisk (miejscowości letnicze  Milanówek-Las Górny i Milanówek-Las) i Helenów (Czubin A, Grudów B i Saturnów A/B). Gmina liczyła 2195 mieszkańców. 1 lipca 1924 do gminy Letnisko-Milanówek przyłączono część obszaru gminy Grodzisk (dobra ziemskie Kierz B oraz nieruchomość ziemską o nazwie Willa Własna).
Po wojnie gmina Letnisko-Milanówek zachowała przynależność administracyjną. 12 marca 1948 roku zmieniono nazwę powiatu błońskiego na grodziskomazowiecki.
Jako gmina wiejska jednostka (już pod nazwą gmina Milanówek ) przestała istnieć z dniem 1 stycznia 1951 roku po nadaniu jej praw miejskich i przekształceniu w gminę miejską (miasto Milanówek weszło w skład nowo utworzonego powiatu pruszkowskiego z dniem 1 lipca 1952 roku).